# Genij
Genij (lat. genius, "duh, zaštitničko božanstvo") je čovjek s visokim kvocijentom inteligencije (IQ). Među najpoznatijima je Albert Einstein.  U cjelokupnoj populaciji, broj takvih ljudi kreće se između 0,5 i 1,0%.
Genij je osoba koja pokazuje iznimnu intelektualnu sposobnost, kreativnu produktivnost ili originalnost, obično do stupnja povezanog s novim otkrićima ili napredovanjem u polju znanja. Genijalci mogu biti politehničari koji se ističu u mnogo različitih predmeta ili mogu pokazati visoka postignuća u samo jednoj vrsti aktivnosti.
Ne postoji znanstveno precizna definicija genija. Ponekad se genij povezuje s talentom, ali nekoliko autora kao što su Cesare Lombroso i Arthur Schopenhauer sustavno razlikuju ove pojmove. Walter Isaacson, biograf mnogih slavnih genija, objašnjava da iako visoka inteligencija može biti preduvjet, najčešća osobina koja zapravo definira genija može biti izvanredna sposobnost primjene kreativnosti i maštovitog razmišljanja u gotovo svakoj situaciji.